# Сгонники
Сго́нники (рос. Сгонники) — присілок у складі Митищинського міського округу Московської області, Росія.

## Населення
Населення — 179 осіб (2010; 158 у 2002).
Національний склад (станом на 2002 рік):
- росіяни — 89 %

## Пам'ятки архітектури
У присілку збереглася церква Богоявлення, збудована у 1750 році.